# لوك ماكنزي
لوك ماكنزي (بالإنجليزية: Luke McKenzie)‏ هو تريثلت أسترالي، ولد في 26 يوليو 1981 في تاري في أستراليا.

## وصلات خارجية
- الموقع الرسمي